# Mîstîci, Mostîska
Mîstîci (în ucraineană Мистичі) este un sat în comuna Stoianți din raionul Mostîska, regiunea Liov, Ucraina.

## Demografie
Componența lingvistică a localității Mîstîci
     Ucraineană (100%)
Conform recensământului din 2001, toată populația localității Mîstîci era vorbitoare de ucraineană (100%).